# JCSAT-15
JCSAT-15 — геостационарный спутник связи, принадлежащий японской компании SKY Perfect JSAT Group, после ввода в эксплуатацию будет переименован в JCSAT-110A. Предназначен для предоставления телекоммуникационных услуг (цифрового телевидения (как платного, предоставляемого провайдером SKY PerfecTV!, так и открытых каналов) на территории Японии, а также для передачи данных и связи для судов и авиации в акватории Тихого и Индийского океанов.
В апреле 2014 года, компания SSL объявила о заключении контракта со SKY Perfect JSAT Group на производство двух спутников: JCSAT-15 и JCSAT-16. Спутник изготовлен на базе платформы SSL-1300. Стартовая масса спутника составляет 3400 кг, размеры в сложенном состоянии — 5,2 × 3,3 × 3 м, мощность 10 кВт, а его ожидаемый срок службы составляет не менее 15 лет. Оборудован транспондерами Ku-диапазона.
SKY Perfect JSAT Group будет использовать JCSAT-15 в точке стояния 110° восточной долготы вместо спутника N-SAT-110, запущенного в 2000 году.
8 сентября 2014 года компания «Арианспейс» объявила о подписании с JSAT контракта на запуск спутника JCSAT-15 на борту ракеты-носителя Аriane 5 ECA.
Спутник запущен 21 декабря 2016 года в 20:30 UTC европейской ракетой-носителем «Ариан-5 EКA» со стартового комплекса ELA-3 космодрома Куру во Французской Гвиане, в паре с бразильским спутником Star One D1